# Aplocnemus andalusicus
Aplocnemus andalusicus é uma espécie de insetos coleópteros polífagos pertencente à família Dasytidae.
A autoridade científica da espécie é Rosenhauer, tendo sido descrita no ano de 1856.
Trata-se de uma espécie presente no território português.